# Episodi di Squadra Speciale Cobra 11 (diciottesima stagione)
La diciottesima stagione della serie televisiva Squadra Speciale Cobra 11 è andata in onda in prima visione sul canale televisivo tedesco RTL dal 24 ottobre al 12 dicembre 2013 (stagione 34 di RTL) e dal 27 marzo al 15 maggio 2014 (stagione 35). In Italia, i primi 6 episodi sono stati trasmessi su Rai 2 dal 5 agosto al 9 settembre 2014, mentre i rimanenti dal 3 giugno 2015 fino all'8 luglio 2015; fa eccezione l'episodio All'ultimo respiro, l'ultimo per Tom Beck nel ruolo di Ben Jäger, che è stato trasmesso in prima visione sul canale satellitare AXN il 19 maggio 2015, e il 3 giugno 2015 su Rai 2.
Il primo episodio, in cui riappare André Fux (Mark Keller), e l'ottavo, in cui Alexander "Alex" Brandt (Vinzenz Kiefer) fa il suo esordio come nuovo compagno di Semir, hanno durata doppia. Questa è la prima stagione in cui gli episodi a durata doppia sono più di uno.
| nº | Titolo originale         | Titolo italiano     | Prima TV Germania | Prima TV Italia  |
| -- | ------------------------ | ------------------- | ----------------- | ---------------- |
| 1  | Auferstehung             | Resurrezione        | 24 ottobre 2013   | 5 agosto 2014    |
| 2  | Die Nachtreporterin      | Gli schiavi         | 31 ottobre 2013   | 19 agosto 2014   |
| 3  | Vergeltung               | Festa di compleanno | 7 novembre 2013   | 26 agosto 2014   |
| 4  | Das große Comeback       | Il grande ritorno   | 14 novembre 2013  | 2 settembre 2014 |
| 5  | Die kleine Prinzessin    | La principessa      | 28 novembre 2013  | 9 settembre 2014 |
| 6  | Wilde Tiere              | Animali selvaggi    | 5 dicembre 2013   | 9 settembre 2014 |
| 7  | Einsame Entscheidung     | All'ultimo respiro  | 12 dicembre 2013  | 19 maggio 2015   |
| 8  | Revolution               | Rivoluzione         | 27 marzo 2014     | 3 giugno 2015    |
| 9  | Die Geisel               | L'ostaggio          | 3 aprile 2014     | 10 giugno 2015   |
| 10 | Familienfest             | Una pista per Alex  | 10 aprile 2014    | 17 giugno 2015   |
| 11 | Lackschäden              | Vernice pericolosa  | 17 aprile 2014    | 24 giugno 2015   |
| 12 | 1983                     | Un regalo sbagliato | 24 aprile 2014    | 1º luglio 2015   |
| 13 | Wettkampf                | Una donna per due   | 8 maggio 2014     | 8 luglio 2015    |
| 14 | Tote kehren nicht zurück | Conti in sospeso    | 15 maggio 2014    | 8 luglio 2015    |

## Resurrezione
- Titolo originale: Auferstehung
- Diretto da: Franco Tozza
- Scritto da: Roland Heep, Frank Koopmann, Sven Frauenhoff, Andreas Brune

### Trama
È il compleanno di Andrea ma Semir, vedendo un messaggio sul cellulare della moglie dove un uomo le fa gli auguri in maniera fin troppo affettuosa, inizia a sospettare che lei ha un amante, parlandone con Ben il quale ammette che già lo sapeva avendola vista insieme a un altro uomo. Dunque il poliziotto si arrabbia con il collega, che gli ha nascosto questo fatto. Semir si confronta con Andrea che ammette di essersi innamorata di un altro uomo specialmente perché il loro matrimonio a suo dire era in crisi già da tempo e Semir la trascura sempre per il lavoro e lei ormai si sente vuota dato che non fa più vita sociale essendosi concentrata solo sul suo ruolo di madre. Inoltre un altro peso piomba all'improvviso su di lui: durante delle operazioni di polizia atte a sventare in rapimento di un architetto, ricercato da un misterioso gruppo di malviventi, viene attaccato mentre è con sua figlia: a salvarlo sarà André Fux, il suo vecchio collega dato per morto a Maiorca (episodio La vita appesa ad un filo). Perché André è ancora vivo e non gli ha mai fatto sapere niente? Che cosa ha fatto negli ultimi 14 anni? Può fidarsi di lui? Che cosa ha a che fare André con il misterioso Raoul, che ha bisogno di piani di costruzione dell'architetto per un piano mostruoso? E la storia con Andrea si sistemerà? Semir dunque passa un bruttissimo periodo. Anche il rapporto con Ben sembra incrinarsi, quando sceglie di difendere a spada tratta André ignorando i suoi razionali ragionamenti a proposito del caso. Dopo aver riallacciato i rapporti con il suo vecchio collega, Semir sceglie di fidarsi di lui: egli dice che la sua famiglia è stata rapita, e per riaverle indietro deve consegnare i piani del architetto. I due così, all'insaputa di tutti, si recano sulle Alpi austriache, dove ci sarà la resa dei conti. A Semir però iniziano a non tornare un po' di cose: egli infatti scopre che la famiglia dell'amico è morta, e capisce di essere stato ingannato ed usato solo per aiutarlo a trovare i responsabili della morte dei suoi cari, i cui nomi gli sarebbero stati dati dal malvivente con cui "collaborava" in cambio dei piani del architetto. André prova addirittura ad uccidere Semir, fortunatamente senza successo. Quando ottiene quello che voleva, ossia i nomi degli assassini della moglie e della figlia, scappa dal suo vecchio collega. Semir balza sul tetto della sua auto con cui scappa: i due hanno un incidente: l'unica cosa che salva André da una caduta nel vuoto è la salda presa di Semir. André allora, abbandonate le speranze di salvarsi e forse capendo di essere stato troppo perfido con Semir, consegna a lui la chiavetta con i nomi degli assassini di sua figlia e sua moglie, poi si lascia cadere e non si sa che fine abbia fatto. Ben perdona Semir. La vita di quest'ultimo però non sarà mai più la stessa: Andrea non sembra più provare nulla per il marito: i due dunque si separano.
- Altri interpreti: Mark Keller (André Fux), Carina Wiese (Andrea Gerkhan), Tonio Arango (Raoul Kronenberg), Dagny Dewath (Katharina Wendt)
- Ascolti Germania: telespettatori 3 930 000 - share 12,5%[2]
- Ascolti Italia: telespettatori 16 010 000 - share 19,07

## Gli schiavi
- Titolo originale: Die Nachtreporterin
- Diretto da: Heinz Dietz
- Scritto da: Andreas Schmitz

### Trama
Semir sta passando un periodo molto complicato della propria vita: Andrea ha preso Ayda e Lilly ed è andata via di casa sottolineando di aver bisogno di una pausa di riflessione. Egli si sta lasciando andare e soprattutto è convinto che non rivedrà mai più la compagna per via delle idee che le ha messo in testa Robert, il suo amante. Semir non risponde neanche alle chiamate di Ben e per questo quest'ultimo si reca presso la sua abitazione per portarlo con sé per il turno notturno. Mentre discutono della situazione amorosa di Semir, si ritrovano speronati da un furgone a tutta velocità sull'autostrada. I due si mettono immediatamente all'inseguimento con l'intento di fermarlo ma ben presto si rendono conto che non si tratta di un pirata di strada bensì di un veicolo sul quale non funziona l'impianto frenante. Dalla centrale segnalano a Ben e Semir che più avanti c'è un incidente con la presenza di un'autocisterna carica di benzina e per questo tentano in ogni maniera di arrestare la corsa del veicolo senza tuttavia riuscirci. Il veicolo si schianta nell'autocisterna provocando un enorme scoppio e la morte dell'autista. Sulla scena dell'incidente arriva anche una giornalista di nome Sam che incomincia a fare riprese. Semir vorrebbe cacciarla via mentre Ben si mostra più rispettoso del suo lavoro. La donna si accorge immediatamente della scritta presente sul veicolo: Sam conosce l'uomo morto: si chiama Bastian ed è un suo ex collega. Semir e Ben dopo aver avuto le prime informazioni da Hartmut, si rendono conto di come si tratti di un vero e proprio omicidio: l'impianto frenante è stato manomesso. Ben e Semir si recano nella casa di Bastian dove trovano proprio Sam che stava arraffando alcuni hard disk e dati vari di inchieste che evidentemente il collega aveva nel proprio archivio. Sam viene portata alla centrale, dove dice di aver avuto una relazione con Bastian basata principalmente sul sesso. Ben e Sam nel corso dell'indagine di innamoreranno. Semir e Ben analizzano l'hard disk trovato nell'ufficio del giornalista morto e vedono dei filmati che li portano al porto, dove Bastian si è soffermato a riprendere un container prima che un cinese e un uomo lo scoprissero e lo inseguissero. Semir e Ben trovano i due uomini, ma essi riescono a fuggire. Trovano però il container, al cui interno ci sono degli animali importati illegalmente. Grazie ad un indizio i poliziotti si rendono conto come il tutto sia riconducibile a un ristorante chiamato Shanghai, dove trovano il cinese presente nel video di Bastian e al porto. Lo prendono e lo portano alla centrale dove lo interrogano, senza però riuscire a farlo parlare. Quasi subito infatti arriva un funzionario del consolato cinese di Colonia, Wen Li, che lo sottrae ai poliziotti. Proseguendo nelle indagini si scopre come dietro tutto ci fosse non solo un traffico illecito di animali ma anche di essere umani, portati dalla Cina dentro i container. Sam viene sorpresa dai criminali mentre stava riprendendo alcune cose per il suo articolo e viene portata via insieme agli altri cinesi. Fortunatamente la polizia riesce a intervenire in tempo, salvando la giornalista e i cinesi.
- Altri interpreti: Karin Hanczewski (Samantha "Sam" Novak), Ronald Nitschke (Bernd Meier), Marc Ben Puch (Rasske), Nick Dong-Sik (Wen Li)
- Ascolti Germania: telespettatori 3 130 000 - share 10,4%[3]
- Ascolti Italia: telespettatori 1 765 000 - share 8,59%[4]

## Festa di compleanno
- Titolo originale: Vergeltung
- Diretto da: Heinz Dietz
- Scritto da: Ralf Ruland

### Trama
Isolde Maria Schrankmaan è intenzionata a far vivere a sua figlia, la sedicenne Heike-Maria, un'esperienza formativa all'interno del comando prima di diventare procuratore. Kim affida la ragazza a Semir e Ben, che accolgono la notizia con fastidio, ipotizzando che l'adolescente possa avere lo stesso carattere difficile di sua madre. Heike-Maria si dimostra subito una ragazza sveglia ma saccente e rimprovera spesso i due poliziotti per come conducono le loro indagini. I due poliziotti danno vita a uno spericolato inseguimento che si conclude con il sequestro di un furgone sospetto, privo del conducente. Nel bagagliaio i due trovano una tessera di un ragazzo e alcuni vestiti macchiati di sangue: dopo una breve telefonata al comando scoprono che il tesserino scolastico appartiene a un adolescente scomparso. Hartmut riesce a individuare alcune impronte digitali all'interno del furgone che appartengono ad altri tre ragazzi misteriosamente scomparsi. Il conducente del furgone è un rapitore seriale? Dopo molte incomprensioni iniziali e un alterco abbastanza acceso, Heike-Maria comincia a mutare il suo atteggiamento diffidente nei confronti di Ben e Semir. Gli indizi portano a una cartiera, dove Semir e Ben vengono imprigionati da un uomo misterioso all'interno di una stanza, a cui viene appiccato il fuoco. L'intervento di Heike-Maria, che non aveva rispettato l'ordine di restare in macchina, salva i due poliziotti. Tutte le vittime del rapimento hanno una cosa in comune: hanno ricevuto un invito anonimo per il compleanno di Sandra. Heike-Maria ricorda che anche una sua amica ha ricevuto lo stesso invito. I poliziotti si fiondano, invano, per sventare il rapimento della ragazza, che viene incatenata dal rapitore assieme agli altri quattro. La mamma di una delle ragazze rapite confessa di aver assistito assieme alla moglie di un suo ex collega (la madre di un altro dei ragazzi rapiti) a un incidente stradale causato da un medico, che ha ucciso una ragazza di nome Sandra. Il movente ora è chiaro: il rapitore è il padre di Sandra che, per vendicare la morte di sua figlia, ha rapito i figli dei due testimoni (che hanno taciuto, scagionando il medico), del medico, dell'avvocato e del giudice. Il rapitore completa l'opera rapendo Heike-Maria, la figlia del procuratore. Dopo una lunga colluttazione Ben riesce a fermare il rapitore seriale, uccidendolo, mentre Semir riesce a salvare i ragazzi dall'annegamento. Heike-Maria, entusiasta del lavoro svolto da Semir e Ben, manifesta a sua madre il desiderio di diventare da grande una figura maggiormente operativa (anziché procuratore), provocando la disapprovazione del procuratore e le risate compiaciute ma nascoste di Semir e Ben.
- Altri interpreti: Kerstin Thielemann (Isolde Maria Schrankmann), Pauline Angert (Heike-Maria), Lukas Karlsch (Mario), Eric Ventker (Tobias), Runa Greiner (Eva), Ricarda Zimmerer (Lisa), Nele Guderian (Katrin), Arndt Schwering-Sohnrey (Sven Wegener)
- Ascolti Germania: telespettatori 4 150 000 - share 12,9%[5]
- Ascolti Italia: telespettatori 2 166 000 - share 9,97%[4]

## Il grande ritorno
- Titolo originale: Das große Comeback
- Diretto da: Kai Meyer-Ricks
- Scritto da: Boris von Sychowski, Andreas Schmitz

### Trama
Una donna viene accoltellata a morte da due uomini al concerto dei Brushes. Il membro della band Mark Heitmüller, alla fine del concerto, torna nel backstage e scopre la donna, che prima di spirare gli consegna una chiave. La donna è Lisa Schmidt, ex moglie di Tom Schmidt, ex cantante della band. Ben, Jenny ed Hartmut sono presenti al concerto, così tentano invano di inseguire i killer. Interrogato, Mark spiega di non sapere i motivi del ritorno di Lisa (che viveva a Miami) in Germania, ne tanto meno chi possa averla uccisa, ma non dice nulla sulla consegna della chiave. I rapporti tra la donna e la band si erano bruciati, dopo la fuga di essa con tutti i soldi della band. Ben e Jenny, che sostituisce Semir in vacanza a Maiorca per distrarsi dalla profonda crisi che ha con Andrea, interrogano Tom, caduto in disgrazia dopo la sua uscita dalla band. Tom rivela di aver ricevuto alcune telefonate dalla sua ex moglie a cui ha riattaccato. Ben, grande fan dei Brushes, non riesce a comprendere i motivi che hanno portato Tom alla rovina e Mark a diventare un alcolizzato. Quest'ultimo si reca da Tom ma egli non ha alcuna voglia di parlargli: non può dimenticare che Mark ha avuto una veloce storia con Lisa, pochi giorni prima che questa scappasse con tutti i soldi della band. Le indagini conducono a Koller, l'ex impresario dei Brushes, il quale risulta essersi arricchito inspiegabilmente. Mark si reca da Koller e lo ricatta: la chiave datagli da Lisa da l'accesso ai documenti che attesterebbero che la sottrazione dei soldi è stata fatta da Lisa su richiesta di Koller, e che quest'ultimo aveva usato i loro soldi per aprire dei locali in cui spacciava droga. Egli dunque in cambio chiede dei soldi. Koller non nega di essere il mandante dell'assassinio di Lisa e di essere stato il beneficiario dei soldi prelevati dalla stessa donna (che quindi in ogni caso aveva a suo tempo tradito tutta la band). Koller però ha fatto ammazzare la donna perché essa (malata da un tumore) era tornata prima di morire per rivelare tutta la verità. Koller accetta lo scambio, ma dopo questo fa catturare Mark dai suoi uomini e lo conduce in un sotterraneo, dove è presente anche Tom, anche lui nel frattempo catturato. Ben e Jenny riescono a trovare il nascondiglio e mentre Jenny ingaggia una colluttazione con i killer, Ben insegue Koller arrampicandosi alla sua auto. Dopo essere stato disarcionato spara ad una ruota dell'autovettura sulla quale l'uomo scappa, causando un incidente. Jenny invece riesce ad eliminare i malviventi e a liberare Tom e Mark dalla morte per soffocamento. Dopo aver capito tutta la verità, Tom torna a suonare assieme ai Brushes. Ben è riuscito a farsi benvolere dalla bella Nina: il poliziotto l'aveva adocchiata al concerto ad inizio episodio, ed usando i mezzi investigativi della polizia è riuscito ad invitarla anonimamente anche ad un secondo concerto, dove i due si conoscono meglio.
- Altri interpreti: Carina Wiese (Andrea Gerkhan), Kai Schewe (Robert), Anna Julia Kapfelsperger (Nina Becker), Andreas Guenther (Mark Heitmüller), Thomas Fränzel (Tom Schmidt), Philipp Moog (Falk Koller), Detlef Bothe (Van Sand)
- Ascolti Germania: telespettatori 3 430 000 - share 10,6%[6]
- Ascolti Italia: telespettatori 1 745 000 - share 7,1%[4]

## La principessa
- Titolo originale: Die kleine Prinzessin
- Diretto da: Nico Zavelberg
- Scritto da: Horst Wieschen, Sven Frauenhoff, Andreas Brune

### Trama
Hanna Jensen, una ragazza di 17 anni, è vittima di un tentativo di rapimento. Semir riesce a sventarlo. Si scopre che Hanna vive in un centro sociale da quando sua madre è morta uccisa dal padre. La ragazza però è convinta che il padre sia innocente, ed è decisa a rendergli giustizia. Per fare ciò però avrà bisogno anche di Semir e Ben.
- Altri interpreti: Carina Wiese (Andrea Gerkhan), Anna Julia Kapfelsperger (Nina Becker), Paula Schramm (Hanna Jensen), Hendrik Duryn (Dott. Stefan Jensen), Moritz Führmann (Dott. Adamek), Carl Achleitner (Dott. Herbst), Bert Böhlitz (Mölders)
- Ascolti Germania: telespettatori 3 470 000 - share 10,9%[7]
- Ascolti Italia: telespettatori 8 692 000 - share 15,25%

## Animali selvaggi
- Titolo originale: Wilde Tiere
- Diretto da: Nico Zavelberg
- Scritto da: Thomas Retzbach, Sven Frauenhoff, Andreas Brune

### Trama
Ben si trova coinvolto in un folle inseguimento in autostrada tra dei malviventi ed un uomo che stanno provando a rapire. Egli riesce a sventare il rapimento; nella sua auto si trova poi un passeggero insolito: Arnold, un maialino. Semir e il collega identificano il fuggitivo: Marco Bernhartz, un guardiano dello zoo. Durante le indagini Semir e Ben faranno anche la conoscenza di Veronika, un'attraente veterinaria..
- Altri interpreti: Carina Wiese (Andrea Gerkhan), Anna Julia Kapfelsperger (Nina Becker), Peer Kusmagk (Marco Bernhartz), Valerie Niehaus (Veronika Graf)
- Ascolti Germania: telespettatori 3 170 000 - share 9,7%[8]
- Ascolti Italia: telespettatori 12 670 000 - share 17,13%

## All'ultimo respiro
- Titolo originale: Einsame Entscheidung
- Diretto da: Kai Meyer-Ricks
- Scritto da: Andreas Brune, Sven Frauenhoff

### Trama
La polizia autostradale sta indagando insieme alla polizia doganale sul trafficante di droga van Berger, che da tempo sta tentando di trovare prove per incastrarlo. Successivamente si scopre come van Berger è sempre riuscito a fuggire: alla dogana c'è una talpa, qualcuno che avvisa il trafficante in anticipo. Semir scopre chi è il traditore: Martin Flessing, il capo di Nina, la ragazza di Ben. Il legame che li lega spinge questa a fornire al collega un falso alibi. Oltretutto, Flessing si rivela essere il padre di Nina. Ben deve prendere una difficile decisione: considerare il forzato alibi che la sua fidanzata ha fornito al principale indagato o ascoltare Semir? I poliziotti alla fine riescono a localizzare van Berger, ma questo, poco prima dell'arrivo dei due, uccide il padre di Nina. Questa allora, accecata dalla rabbia, inizia ad inseguire van Berger fino a che questo si ribalta con il suo furgone dal quale stava scappando e rimane intrappolato. La ragazza allora pensa di dar fuoco al furgone, dalla quale sta fuoriuscendo la benzina. Non sa però che su di esso è salito anche Semir, che provava a fermare il criminale. Ben è l'unico che sa dove si trova il suo collega, ma non riesce ad avvisare Nina. È costretto dunque a prendere una difficile decisione: sparare alla sua ragazza per evitare la morte del collega. Grazie alla sua mira ferisce Nina solo alla spalla, ma per Ben questo è stato un peso troppo grande. Egli dunque decide di congedarsi dalla polizia. Dopo aver salutato Semir e i colleghi del comando, egli si trasferisce con Nina in America, dove una casa discografica è intenzionata ad investire sul suo talento come musicista.
- Altri interpreti: Carina Wiese (Andrea Gerkhan), Anna Julia Kapfelsperger (Nina Becker), Michael Baral (Wahlberg), Jochen Horst (Flessing), Anatole Taubman (Van Bergen)
- Ascolti Germania: telespettatori 3 130 000 - share 10,3%[9]
- Ascolti Italia: telespettatori 2.130.700- share 24,05

## Rivoluzione
- Titolo originale: Revolution
- Diretto da: Franco Tozza
- Scritto da: Andreas Brune, Sven Frauenhoff

### Trama
La separazione da Andrea e l'addio di Ben hanno completamente distrutto Semir. In un pessimo stato psicofisico deve dare la caccia a un evaso: Paul Meinhard, un uomo condannato per assassinio che vuole dimostrare la sua innocenza. In cerca di aiuto, si rivolge al suo ex compagno di cella, l'unica persona di cui si fida: Alexander Brandt, un poliziotto. Semir dovrà dunque collaborare con il suo nuovo collega. Meinhard nel frattempo è sempre più disperato e arriva a sequestrare alcuni ostaggi. Egli chiede alla polizia di indagare di nuovo nel suo caso e di trovare il vero colpevole. Alexander si propone come negoziatore e convince Kim Krüger a lasciarlo indagare nel caso.
- Altri interpreti: Kerstin Thielemann (Isolde Maria Schrankmann), Carina Wiese (Andrea Gerkhan), Kai Schewe (Robert), Nadia Hilker (Marie Lindberg), Marc Hosemann (Paul Meinhard), Roman Knižka (Torsten Striebeck), Christopher Kohn (Marco), Alexander Scheer (Leonid Tessla), Christian Tasche (Dott. Berenz)
- Ascolti Germania: telespettatori 3 610 000 - share 11,5%[10]
- Ascolti Italia: telespettatori 1.302.000 - share 6,61%

## L'ostaggio
- Titolo originale: Die Geisel
- Diretto da: Heinz Dietz
- Scritto da: Thomas Retzbach

### Trama
Sylvia, figlia di un famoso chirurgo viene rapita in circostanze quanto poco ortodosse. La polizia sta pedinando un'indiziata, ma quest'ultima mette in atto un tentativo di fuga sul autostrada. Alex e Semir non vogliono decisamente mollarla e quindi accelerano a loro volta ma tuttavia devono prendere atto di come la donna al volante ci sappia decisamente fare, ed infatti riesce a seminarli. Alex per avvicinarla e quindi capire se sia effettivamente lei la persona che stanno cercando propone una trovata abbastanza originale e per certi versi molto furba. Decide di spacciarsi per un criminale. Il piano di Alex incomincia a dare i suoi frutti. Alex infatti riesce a conquistare la sua fiducia. La ragazza decide di aprirsi con l'uomo non potendo mai immaginare che lui possa essere un poliziotto. Alex scopre che dietro al gesto della ragazza non ci sia una questione di soldi, bensì una questione morale che lei sembra avere in sospeso con il padre di Sylvia. La ragazza comunque riesce a scappare dopo un incidente. Il piano di Alex quindi viene giudicato un qualcosa di decisamente negativo per questo Alex viene ripreso aspramente ed i suoi metodi vengono messi in grande dubbio. Tuttavia, si dovranno ricredere in quanto proprio il modo di agire dell'agente permetterà di scoprire il luogo dove è stata rinchiusa Sylvia. La ragazza, aiutandosi con una sorta di leva riesce ad aprire la porta ma si trova davanti proprio Nicole che ha in mano la pistola di Alex. Nicole le racconta che il padre si è rifiutato di pagare il riscatto. Nello specifico fa presente che durante un intervento al suo fratellino, qualcosa è andato storto ed ora lui si trova in stato di coma. Il dottore insieme alla dirigenza dell'ospedale ha fatto insabbiare il caso per cui non c'è stata alcuna giustizia. Sylvia scappa nei boschi con Nicole che la insegue. Sul posto arriva anche il padre di Sylvia che senza alcuna ragione se non quella di disfarsi della donna, le spara. Qualche secondo più tardi arrivano sul posto Semir ed Alex che hanno uno scontro a fuoco con il dottore. Hanno la meglio e riescono a fermarlo. Riescono inoltre ad arrestare Nicole.
- Altri interpreti: Marie Bendig (Sylvie Ruhnau), Christoph Gareisen (Dott. Ruhnau), Sylke Hannasky (Margarethe Ruhnau), Stefan Koini (Trucker), Jennifer Ulrich (Nicole Fiedler), Daniel Wiemer (Commissario Schwarz)
- Ascolti Germania: telespettatori 3 210 000 - share 10,3%[11]
- Ascolti Italia: telespettatori 1.768.000 - share 6,95%

## Una pista per Alex
- Titolo originale: Familienfest
- Diretto da: Alexander Dierbach
- Scritto da: Michael B. Müller, Stefan Barth

### Trama
Alex e Semir stanno inseguendo un rapinatore che ha appena messo in essere un colpo e che tenta disperatamente la fuga. I due agenti ovviamente non lo perdono di vista e lo inseguono. Alla fine, Alex lo riesce a fermare. Quando il criminale si trova insieme a lui, fa presente ad Alex di conoscerlo e soprattutto di aver saputo chi l'abbia incastrato costringendolo a passare un po' di tempo dietro le sbarre. Alex e Semir dopo aver condotto il criminale alla centrale, si salutano in quanto Semir deve partire per presenziare alla festa di suo zio Omer, ben sapendo quanto nella propria famiglia queste cose siano sentite e tenute in considerazione. Alex quindi si occupa del criminale, dal quale ovviamente vuole sapere ogni cosa ed in particolare chi all'interno della polizia lo abbia incastrato. Il criminale sembra essere disposto a dargli le informazioni di cui è alla disperata ricerca ma allo stesso tempo vuole qualcosa in cambio. Siccome Alex non può, incomincia ad utilizzare dei metodi di interrogatorio piuttosto violenti che fanno sì che debba intervenire il commissario che rimprovera Alex ponendo fine al tutto. Nel frattempo, Semir si sta mettendo in viaggio per andare dallo zio Omer e lo sta facendo con Andrea che lui ha deciso di invitare anche perché non ha messo a conoscenza la propria famiglia della fine del loro matrimonio, ben sapendo come queste cose non siano viste di buon occhio essendo la famiglia di vecchie tradizioni. Non appena Andrea si rende conto della situazione in cui lo sta cacciando, riprende verbalmente Semir facendogli presente come non sia giusto il proprio comportamento, ma alla fine lo vuole accontentare per cui accetta di far finta per una serata di essere ancora marito e moglie. Una volta arrivati alla festa, tutti i parenti di Semir salutano con grandissima enfasi Andrea non immaginando quanto successo nella loro vita sentimentale. Tutto sembra andare per il verso giusto fino a che non si presenta Robert che davanti a tutti si avvicina a lei baciandola e riprendendola per averle detto di dover andare da tutt'altra parte. Ovviamente cala il silenzio nella sala, Andrea esce fuori per la vergogna insieme al compagno e all'ex marito che si rinfacciano a vicende le colpe per quanto accaduto. Andrea, non potendo sopportare il loro litigio, esce dalla struttura dove c'è un uomo seduto sulla panchina e del quale Andrea crede essere uno dei tanti cugini di Semir. In realtà si tratta di un pericoloso criminale, Grigorov, venuto per rapire proprio Andrea con l'aiuto dei propri scagnozzi. Mentre stanno per prendere la donna ecco che esce dall'hotel Semir che rendendosi conto di quanto sta succedendo interviene prontamente. Semir e Andrea riescono a scappare andando nel bosco e sfruttando il buio della notte riescono a far perdere le proprie tracce. I due trovano una baita abbandonata presso la quale non solo trovano rifugio ma anche un fucile probabilmente lasciato lì da qualche cacciatore. I due passano la notte lì, durante la quale parlano del motivo per il quale la loro storia d'amore sia finita. Il mattino seguente per loro ci sono immediatamente dei problemi in quanto i malviventi utilizzando un elicottero sono riusciti a rintracciarli. Semir e Andrea provano nuovamente a scappare ma durante la fuga Semir viene catturato. Nel frattempo i criminali hanno rapito anche Robert. I due si ritrovano quindi entrambi nelle mani di Grigorov mentre Andrea continua nella propria fuga che non durerà tantissimo visto che viene bloccata da due scagnozzi è costretta a rivelare l'informazione richiesta dai malviventi, ossia il posto nel quale è stata nascosta la figlia. La moglie di Grigorov insieme alla figlia sono state inserite nel programma protezione testimoni dalla Schrankmann, in quanto la moglie ha testimoniato contro il marino. Andrea, dato che lavora in procura sa questa informazione. Semir riesce a scappare con l'aiuto di Robert. Nella vicenda interviene anche Alex, allertato da una cugina di Semir. Il poliziotto riesce a liberare Andrea ed insieme a Semir raggiunge Grigorov salvando Robert (che era stato portato via dai malviventi) e la figlia del criminale. Alex viene chiamato dal criminale fermato ad inizio episodio in quanto deve metterlo al corrente di importanti informazioni, ma quando arriva al carcere egli è morto di overdose.
- Altri interpreti: Carina Wiese (Andrea Gerkhan), Kai Schewe (Robert), Murathan Muslu (Djaco Grigorov), Arzu Bazman (Ilyada), Mathilda Hadem (Kalina), Frank Seppeler (Robin Wagner)
- Ascolti Germania: telespettatori 3 350 000 -share 10,7%[12]
- Ascolti Italia: telespettatori 1.502.000 - share 5,88%

## Vernice pericolosa
- Titolo originale: Lackschäden
- Diretto da: Alexander Dierbach
- Scritto da: Lorenz Stassen

### Trama
Un uomo arriva davanti al tribunale insieme ad una donna. L'uomo apre una valigetta all'interno della quale si vede una pistola ed una bomboletta contenente fumogeni. Prima di scendere dall'auto fa presente alla donna di andare via e di non aspettarlo. L'uomo si avvicina all'ingresso del tribunale, dove il metal detector incredibilmente non rivela la presenza dell'arma consentendogli quindi di entrare. Intanto, la donna è partita, e per mezzo del proprio cellulare avverte la polizia che nel tribunale sta avvenendo un attentato. L'uomo, una volta entrato nell'aula, tira fuori la propria pistola ed invita tutti a stare molto calmi compreso il giudice al quale spara alla mano. All'interno della struttura ci sono anche Alex e Semir, i quali non appena sentono gli spari si dirigono verso l'aula dalla quale essi provengono. Nel frattempo, l'uomo sfrutta la presenza di diverse telecamere per lanciare un messaggio e nello specifico sottolinea come lui sia in possesso di una tecnologia in grado di eludere i controlli delle forze dell'ordine e di essere disponibile a venderla partendo da una base d'asta di circa 7 milioni di euro. A questo punto, prende una donna come ostaggio e lancia il fumogeno per creare confusione e tentare di uscire dal palazzo di giustizia assolutamente indisturbato. Il piano non va proprio come previsto e nello specifico Alex si accorge di lui ed insieme a Semir provano a fermarlo. Ne nasce prima uno scontro a fuoco e un inseguimento, che si conclude con l'arresto dell'uomo che tuttavia non sembra dannarsi più di tanto della cosa sottolineando di aver ampiamente raggiunto il proprio obiettivo. La pistola utilizzata dall'uomo viene analizzata attentamente da Hartmut che scopre essere stata dipinta con una vernice particolare, ancora in fase di sperimentazione e che è in grado di nascondere il ferro o altri metalli dal controllo del metal detector. Inoltre, viene scoperto come la vernice sia in fase di sperimentazione presso l'azienda Siminol dove vengono immediatamente inviati Alex e Semir per effettuare i dovuti controlli. Proprio quando loro arrivano alla sede assistono ad una scena toccante ed ossia il professor Christian Heim, scopritore della vernice, che presenta la sua proposta di matrimonio a Leonie, ossia la donna che aveva accompagnato davanti al tribunale il criminale. La donna dice di si alla proposta di matrimonio. Alex e Semir devono comunque fare delle domande ignorando l'implicazione nella vicenda da parte della donna. Andando a controllare nella zona dove viene custodita la vernice ci si accorge che mancano ben 10 litri ed inoltre osservando velocemente le immagini relative agli ingressi nella zona nelle ultime ore ci si accorge che ad effettuare il furto sia stata Leonie. Il professore è stupito della cosa, in quanto sente di essere stato sfruttato dalla donna per i propri illeciti, e lo è ancora di più quando viene messo al corrente da Semir ed Alex che in passato la donna, durante gli anni universitari, è stata una escort. Leonie, ipotizzando di essere stata scoperta dalla polizia, taglia la corda e dopo un po' di tempo manda un messaggio a Christian scusandosi per quello che ha combinato ed allo stesso tempo evidenziando la propria intenzione nel voler rimediare. La donna si reca presso il locale dove lavorava un tempo come escort e parla con un uomo per scoprire dove Maxim Bohrmann (l'uomo che ha fatto l'attentato al tribunale) nasconda il liquido ma l'uomo temendo la vendetta di quest'ultimo, non cede alle sue lusinghe. La donna qui incontra anche il proprio futuro sposo al quale racconta del ricatto cui ha dovuto sottostare da Bohrmann. Quest'ultimo nel frattempo propone un accordo alla polizia: se verrà rilasciato, gli consegnerà la vernice. Siccome il ministro abbia evidenziato come il recupero della vernice sia l'obiettivo principale, accetta. Dopo che la polizia ha recuperato i 10 litri di vernice, Bohrmann rivela di come non solo sia in possesso di quei 10 litri, ma che ha creato un laboratorio dove è in grado di riprodurre la vernice identica all'originale. Per riuscire a rintracciarlo si punta sul debole che ha nei confronti di Leonie (si è recata di sua iniziativa alla polizia, quindi è disposta ad aiutarla per catturare Bohrmann), la quale viene seguita dalla polizia tramite il segnale GPS del suo cellulare. Alla fine i poliziotti riescono a mettere in sicurezza il paese, recuperando tutto il quantitativo di vernice e sequestrando il macchinario usato per la riproduzione
- Altri interpreti: Carina Wiese (Andrea Gerkhan), Alissa Jung (Leonie Godes), Markus Klauk (Eric), Torben Liebrecht (Maxim Bohrmann), Jonas Müller-Liljeström (Holger Benz), David Rott (Dott. Christian Heim)
- Ascolti Germania: telespettatori 2 630 000 - share 9,2%[13]
- Ascolti Italia: telespettatori 1.569.000 - share 6,46%

## Un regalo sbagliato
- Titolo originale: 1983
- Diretto da: Nico Zavelberg
- Scritto da: Horst Wieschen

### Trama
Al comando si stanno festeggiando i 30 anni di attività di due colleghi in pensione, Tannart e Schweizer. Mentre tutti festeggiano, Semir riceve una chiamata misteriosa dalla sua amica Sina che sembrerebbe essere in difficoltà. I due si incontrano in una piazzola di sosta e lei mostra a Semir una foto scattata quando erano ancora adolescenti. Sina è spaventata, chi ce la potrebbe avere con lei? Mentre i due discutono, viene fatto loro fuoco addosso, i due cercano di scappare via in auto, ma la persona che ha sparato insegue entrambi, e a causa dell'inseguimento l'auto si ribalta, e entrambi finiscono in ospedale. ed Andrea e Alex corrono subito in ospedale per sapere come sta Semir, lui sta bene mentre Sina finisce in coma. In più scoprono che Semir con questa Sina ha avuto una storia d'amore. Semir all'epoca faceva parte di una banda giovanile e i membri di questa banda verranno uccisi tutti in un modo brutale. Un tempo loro rubarono un'auto e causarono un incidente dove morì una famiglia, una coppia sposata con la loro bambina, Semir la passò liscia perché, oltre ad aver cercato di salvare quelle persone, testimoniò contro i suoi amici. Sina si riprende dal coma, poi Semir scopre che dietro a queste morti ci sono i due colleghi in pensione, Tannart e Schweizer, alcuni membri della comitiva avevano scoperto che, tramite la loro attività indipendente di portavalori, stavano rubando soldi ai loro clienti, e iniziarono così a ricattarli. I due ex poliziotti catturano Semir, ma Alex arriva in suo soccorso. Infine Semir e Alex li arrestano entrambi. Semir e Andrea firmano finalmente il verbale di divorzio.
- Altri interpreti: Carina Wiese (Andrea Schäfer), Jürgen Heinrich (Rainer Tannart), Christopher Domanski (Schweizer), Sascha Laura Soydan (Sina Erkis), Ali Gharib (Serhat)
- Ascolti Germania: telespettatori 3 370 000 - share 11,2%[14]
- Ascolti Italia: telespettatori 1.325.000 - share 6,01%

## Una donna per due
- Titolo originale: Wettkampf
- Diretto da: Heinz Dietz
- Scritto da: Jürgen Matthäi

### Trama
Il comando sta ospitando dei colleghi californiani. Durante un'esercitazione di polizia però uno degli agenti, Jessie riconosce il suo "defunto" marito, Sam. Quest'ultimo era un poliziotto, tutti lo credevano morto, ma in realtà lavorava sotto copertura, sta infatti scappando da un signore del crimine, Ricardo Cortez, che vuole uccidere Sam, che si è macchiato della morte del figlio di Ricardo. Semir e Alex prendono parte al caso per chiarire le cose. Dopo varie vicissitudini si scopre che è stato Patrick, il nuovo fidanzato di Jessie, a portare qui Ricardo per fargli uccidere Sam, dopo aver scoperto che era ancora vivo, così da evitare che Jessie tornasse da lui. Patrick rapisce Jessie, infine dà a Ricardo l'occasione di uccidere Patrick, ma alla Semir e Alex arrivano in suo soccorso, Alex uccide Ricardo. Infine Alex, Semir e Sam inseguono l'auto di Patrick, con dentro Jessie, salvandola, mentre Patrick muore dopo che la sua auto si schianta contro un blocco stradale formato dai veicoli della polizia. Jessie e Sam alla fine ritornano insieme.
- Altri interpreti: Carina Wiese (Andrea Schäfer), Annika Blendl (Jessie Turner), Paul Grasshoff (Patrick O'Connor), Terence Maynard (Hillerman), Tyron Ricketts (Ricardo Cortez), Isabel Vollmer (Maya Schiller), Steve Windolf (Sam Turner)
- Ascolti Germania: telespettatori 3 210 000 - share 10,6%[15]
- Ascolti Italia: telespettatori 1.374.000 - share 6,76%

## Conti in sospeso
- Titolo originale: Tote kehren nicht zurück
- Diretto da: Nico Zavelberg
- Scritto da: Ralf Ruland

### Trama
Semir e Alex accompagnano Andrea alla stazione ferroviaria, i due poliziotti vedono degli spacciatori e Alex riconosce uno dei criminali, Spike, una delle tre vittime che tutti credevano morto. Alex scopre che il suo ex collega di lavoro, Mats, colui che lo ha sbattuto in prigione, sta per sposare Sara, la sua ex. Alex è convinto che è Mats la persona che c'è dietro al complotto che lo mise in prigione, poi va dall'amante di Spike, Astrid, ma la trova morta, poi arriva Mats, che crede che sia stato Alex a ucciderla. Alex diventa un ricercato, poi va da Mats, a casa sua, e lo affronta, accusandolo di essere stato lui a incastrarlo, anche se Mats afferma di essere innocente. Semir incontra Spike che confessa al poliziotto che dietro a questa faccenda ci sono persone molto potenti, poi Spike viene ucciso. Intanto Mats e Alex fanno a pugni, ma poi arrivano gli altri due criminali che si finsero morti, guidati da colei che si trova dietro a questa cospirazione, Marianne, l'ex superiore di Alex. Semir giunge a salvare il suo collega uccidendo i due criminali e arrestando Marianne. La faccenda si risolve per il meglio, anche se Alex non è felice di vedere Sara insieme a Mats, ma Semir, reduce dalla sua turbolente storia con Andrea, gli dice che se ami una donna a volte devi lasciarla andare, e che è necessario lasciare il passato alle spalle. Ma la faccenda non è ancora finita, ci sono ancora altre persone molto potenti immischiate in questa cospirazione, il cui scopo ora è quello di occuparsi di Alex.
- Altri interpreti: Carina Wiese (Andrea Schäfer), Wayne Carpendale (Mats Vollmer), Christopher Domanski (Christoph Kowalski), Gudrun Landgrebe (Marianne Breuer), Anneke Schwabe (Astrid), Patrick von Blume (Schuster)
- Ascolti Germania: telespettatori 2 740 000 - share 8,9%[16]
- Ascolti Italia: telespettatori 1.328.000 - share 7,03%